# Kingston on Soar
Pour les articles homonymes, voir Kingston.
Kingston on Soar est une paroisse civile du borough de Rushcliffe dans le Nottinghamshire dans la région des Midlands de l'Est, en Angleterre au Royaume-Uni.
La population de la paroisse est d'environ 250 habitants.

Elle a 4 centres de population : le village, Kingston Hall, New Kingston et Kingston Fields.
La rivière Soar ne traverse pas le village, mais passe très près à l'ouest. À cet endroit, le Soar, coulant du sud vers le nord, forme la frontière avec le Leicestershire. Le Kingston Brook coule vers l'ouest à travers le village.
Les localités voisines sont Kegworth dans le Leicestershire et plus bas, Ratcliffe-on-Soar.